# Hanif Kureishi
Hanif Kureshi (Bromley, Londen, 5 december 1954) is een Engelse roman- en toneelschrijver en filmer van gedeeltelijk Pakistaanse afkomst. In zijn werk komen onder andere de thema's ras, nationalisme, immigratie en seksualiteit aan de orde. In 2008 nam The Times Kureishi op in haar lijst met de vijftig grootste Engelstalige schrijvers sinds 1945.

## Leven
Kureishi werd geboren in Londen als zoon van een Pakistaanse vader en een Engelse moeder. Zijn vader, Rafiushan, stamde uit een welvarende familie uit Madras waarvan de meeste leden bij de splitsing van Brits-Indië in 1947 verhuisden naar Pakistan. Rafiushan kwam naar Engeland om er rechten te studeren, maar zei deze studie spoedig vaarwel en was later werkzaam als medewerker van de Pakistaanse ambassade. Na het huwelijk van zijn vader en moeder, Audry Buss, ging het gezin in Bromley wonen, waar Kureishi geboren werd.
Na de middelbare school studeerde Kureishi een jaar filosofie aan de Universiteit van Lancaster. Later haalde hij een graad in de filosofie aan King's College in Londen.

## Carrière
Kureishi begon zijn carrière in de jaren 70 als schrijver van pornografie.
Hij schreef in 1985 het script voor My Beautiful Laundrette, een film over een homoseksuele Pakistaans-Britse jongen die in de jaren 80 in Londen opgroeit. Deze film, die werd geregisseerd door Stephen Frears, won de prijs voor het beste script van de New Yorkse filmcritici en een Oscarnominatie, eveneens voor het beste script.
Met zijn boek De Boeddha van de buitenwijk (1990) won Kureishi de Whitbread Book-prijs voor de beste eerste roman; dit boek werd ook bewerkt tot een BBC-televisieserie met muziek van David Bowie.
In 1991 kwam London Kills Me uit, een film die geschreven en geregisseerd was door Kureishi.  
Zijn roman Intimacy (1998) vertelt het verhaal van een man die zijn gezin met twee zoontjes verlaat omdat hij zich lichamelijk en emotioneel afgewezen voelt door zijn vrouw. Deze roman veroorzaakte een zekere controverse omdat Kureishi zelf korte tijd ervoor zijn vrouw en kinderen verlaten had. Dit verhaal werd op zijn minst als semi-autobiografisch beschouwd. In 2000/2001 bewerkte Patrice Chéreau deze roman  tot de gelijknamige film, die twee Beren won op het filmfestival van Berlijn: een Gouden Beer voor de beste film en een Zilveren Beer voor de beste actrice (Kerry Fox). De film was controversieel door zijn expliciete sexscènes.  
Kureishi is door zijn familie beschuldigd van het exploiteren in zijn werk van zijn familiegeschiedenis in nauwelijks verhulde scènes; hijzelf heeft deze beweringen  tegengesproken. Zijn zus Yasmin schreef dat hun vader kwaad was toen The Boeddha van de buitenwijken verscheen, omdat hij zich van zijn waardigheid beroofd voelde, en dat hij toen een jaar lang niet tegen Hanif gesproken heeft.    
Kureishi's toneelstuk De moeder werd tot film bewerkt door Roger Michell, en won een gedeelde eerste prijs in de sectie 'Director’s Fortnight' op het Filmfestival van Cannes. Deze film toonde een relatie tussen verschillende generaties waarbij er van rol gewisseld werd: een 70-jarige Engelse vrouw en grootmoeder die de vriend van haar dochter, een 30-jarige timmerman, verleidt. Expliciete sexscėnes kwamen in de vorm van realistische tekeningen in beeld, om aldus de censuur te omzeilen. 
Zijn script voor de film Venus uit 2006 kreeg onder andere een Oscarnominatie; Peter O'Toole, die in deze film speelde, won een Golden Globe in de categorie beste acteur. 
Zijn voorlaatste roman, Something to Tell You, kwam uit in 2008. Zijn roman The Black Album uit 1989, bewerkt voor het theater, werd in het Londense Royal National Theatre opgevoerd in juli en augustus 2009. 
In 2009 schonk Kureishi het korte verhaal Long Ago Yesterday aan het project 'Ox-Tales' van Oxfam.
Begin 2014 kwam kwam zijn laatste roman The Last Word uit.
Kureishi is getrouwd, heeft drie zoons (de oudste zijn een tweeling) en een papegaai die luistert naar de naam Amis. Hij is in 2008 benoemd tot Commandeur in de Orde van het Britse Rijk (CBE).

## Filmografie
- Scripts
  - 1985 My Beautiful Laundrette
  - 1987 Sammy and Rosie Get Laid
  - 1991 London Kills Me (deze film werd ook door Kureishi geregisseerd)
  - 1993 de Boeddha van de buitenwijk (tv-miniserie, gebaseerd op de roman)
  - 1997 My Son the Fanatic (gebaseerd op zijn korte verhaal)
  - 1999 Mauvaise passe (ook bekend als The Escort en The Wrong Blonde, met Michel Blanc)
  - 2003 The God of Small Tales (korte film, met Akram Khan)
  - 2003 The Mother (film)|The Mother (bewerkt naar het toneelstuk)
  - 2006 Venus
  - 2007 Weddings and Beheadings
- Alleen het oorspronkelijke verhaal
  - 2001 Intimacy
- Filmproducties
  - 2006 Souvenir